# Patagopteryx
Patagopteryx is een geslacht van uitgestorven monotypische patagopterygiformen, dat leefde tijdens het Laat-Krijt (rond 80 miljoen jaar geleden) in wat nu de Sierra Barrosa is in het noordwesten van Patagonië, Argentinië. Het is ongeveer zo groot als een kip en is het vroegst bekende ondubbelzinnige voorbeeld van secundaire vluchtloosheid: het skelet vertoont duidelijke aanwijzingen dat de voorouders van Patagopteryx vliegende vogels waren.

## Naamgeving
Begin jaren tachtig werd de Universidad Nacional del Comahue te Neuquén uitgebreid. Op de bouwplaats werd toevallig een heuvel met fossielhoudende lagen van de Bajo de la Carpa-formatie uit het Santonien afgegraven en op een nabijgelegen puinhoop gestort. Oscar de Ferrariis, de directeur van het aan de universiteit verbonden natuurhistorisch museum, viel het op dat door erosie van de grond talrijke botten aan het licht kwamen, waaronder die van de eerste vogels uit het Mesozoïcum die uit Patagonië bekend werden. 

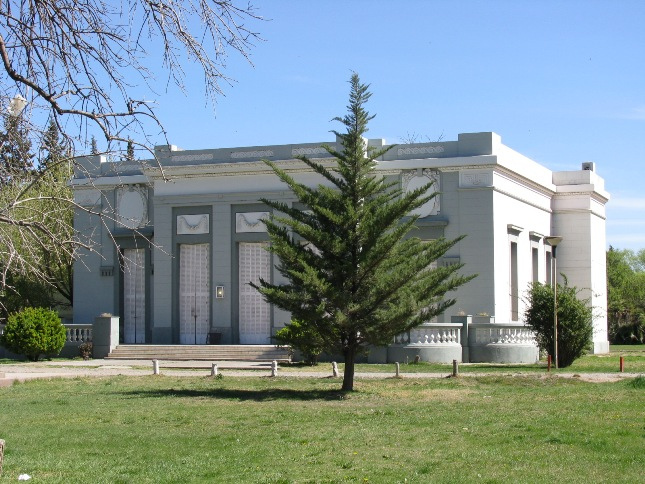
De bibliotheek ligt op de positie van de afgegraven heuvel

In 1984 vond de Ferrariis het holotype MACN-N-03, een skelet zonder schedel, en het paratype MACN-N-10, een partij voetbeenderen die achteraf minstens drie individuen bleken te vertegenwoordigen. In 1985 ontdekte hij specimen MACN-N-11, een skelet met schedel van een individu dat maar iets kleiner was dan het holotype. Hij gaf de fossielen door aan de bekende paleontoloog José Fernando Bonaparte, die in 1986 de vondsten meldde in de wetenschappelijke literatuur.
In 1992 benoemde Bonaparte samen met Herculano Marcos Ferraz de Alvarenga de typesoort Patagopteryx deferrariisi. De geslachtsnaam verbindt een verwijzing naar Patagonië met een Grieks pteryx, 'vleugel'. De soortaanduiding eert de Ferrariis als ontdekker.
Intussen had Bonaparte de fossielen laten bestuderen door Luis Maria Chiappe, wiens doctoraalstudie hij begeleidde. Deze publiceerde in 1989 en 1991 al korte beschrijvingen en wijdde er in 1992 zijn dissertatie aan. In 1991 wees Chiappe een derde skelet met schedel aan het, toen nog onbenoemde, taxon toe, specimen MUCPv-48. In 1992 wees hij specimen MACN-N-14 toe, een reeks van zes halswervels en vijf ruggenwervels. In 2002 publiceerde Chiappe een herziene beschrijving. Bij deze gelegenheid wees hij specimen MUCPv-207 toe, een postcraniaal skelet.

## Beschrijving

### Grootte en onderscheidende kenmerken
Patagopteryx was een vrij forse vogel. De lengte van het holotype is geschat op 545 millimeter.
In 1992 werd door zowel Bonaparte als Chiappe een diagnose geleverd van onderscheidende kenmerken. Hun opsommingen zijn echter in de loop der jaren verouderd geraakt doordat zulke kenmerken ten dele aanwezig bleken bij nieuw ontdekte taxa. Symplesiomorfieën, eigenschappen gedeeld met veel ruimere groepen en die dus geërfd zijn van meer basale voorouders, zijn de volgende. Een notarium, vergroeiing van de voorste ruggenwervels, ontbreekt. De eerste sacrale wervel is vooraan sterk hol. Het synsacrum is overdwars breed. Het opperarmbeen mist een pneumatisch foramen tricipitale. Het darmbeen is zwak verbonden met het heiligbeen. Het voorblad van het darmbeen staat verticaal. Het voorblad steekt ver zijwaarts uit. Het darmbeen draagt een opvallende enkelvoudige kam die tot het achterste uiteinde doorloopt. Het darmbeen draagt een antitrochanter. Het schaambeen is schuin naar achteren gericht. Het venster in de plaat van het schaambeen en zitbeen is van onderen open. Er is een inkeping tussen darmbeen en schaambeen. Op het scheenbeen steekt de buitenkant van de crista cnemialis naar voren. Op de tibiotarsus zijn de peesgroeven niet overkapt.
Ook na verwijdering van verouderde eigenschappen blijven nog vele kenmerken over waarin Patagopteryx zich onderscheidt van verwanten, waarbij echter het probleem zich voordoet dat het omstreden is welke die verwanten nu precies zijn. Alle halswervels zijn heterocoel, dus hebben zadelvormige gewrichten. De zesde tot en met elfde ruggenwervel zijn procoel, dus met een hol voorste uiteinde. De armen zijn gereduceerd. He punt van het achterblad van het darmbeen draagt een groot uitsteeksel op de buitenzijde. Deze punt heeft ook een uitsteeksel op de binnenzijde. Het quadratum is vergroeid met het pterygoïde. Het quadratum heeft het foramen quadraticum op de buitenzijde. De vijfde ruggenwervel is biconvex, dus met bolle uiteinden. De achterste ruggenwervels hebben zeer brede niervormige wervellichamen. De achterste sacrale wervel heeft een bol achterste uiteinde. Op het schouderblad is de processus acromialis aan de voorzijde overdwars verbreed. Het raakvlak van het ravenbeksbeen met het schouderblad steekt naar boven uit. Op de bovenste schacht van het opperarmbeen bevinden zich twee opvallende richels die de grenzen tussen spiergroepen markeren. Het onderste uiteinde van de ellepijp is sterk van voor naar achter afgeplat. Het derde middenhandsbeen is robuuster dan het tweede. Het tweede middenhandsbeen draagt een krachtige kam op de binnenzijde die een gereduceerde eerste middenhandsbeen zou kunnen zijn. Het schaambeen is van voor naar achter afgeplat. Het uiteinde van het schaambeen is naar voren gekromd. Het kuitbeen draagt een opvallende bult voor de musculus iliofibularis. Het onderste kuitbeen is vergroeid met de voorzijde van de tibiotarsus. De minimale breedte van de tarsometatarsus bedraagt meer dan een vijfde van de lengte. Het eerste middenvoetsbeen is niet naar achteren gedraaid. De processus acromialis heeft een verticaal verbrede punt net als bij Apsaravis.

### Skelet

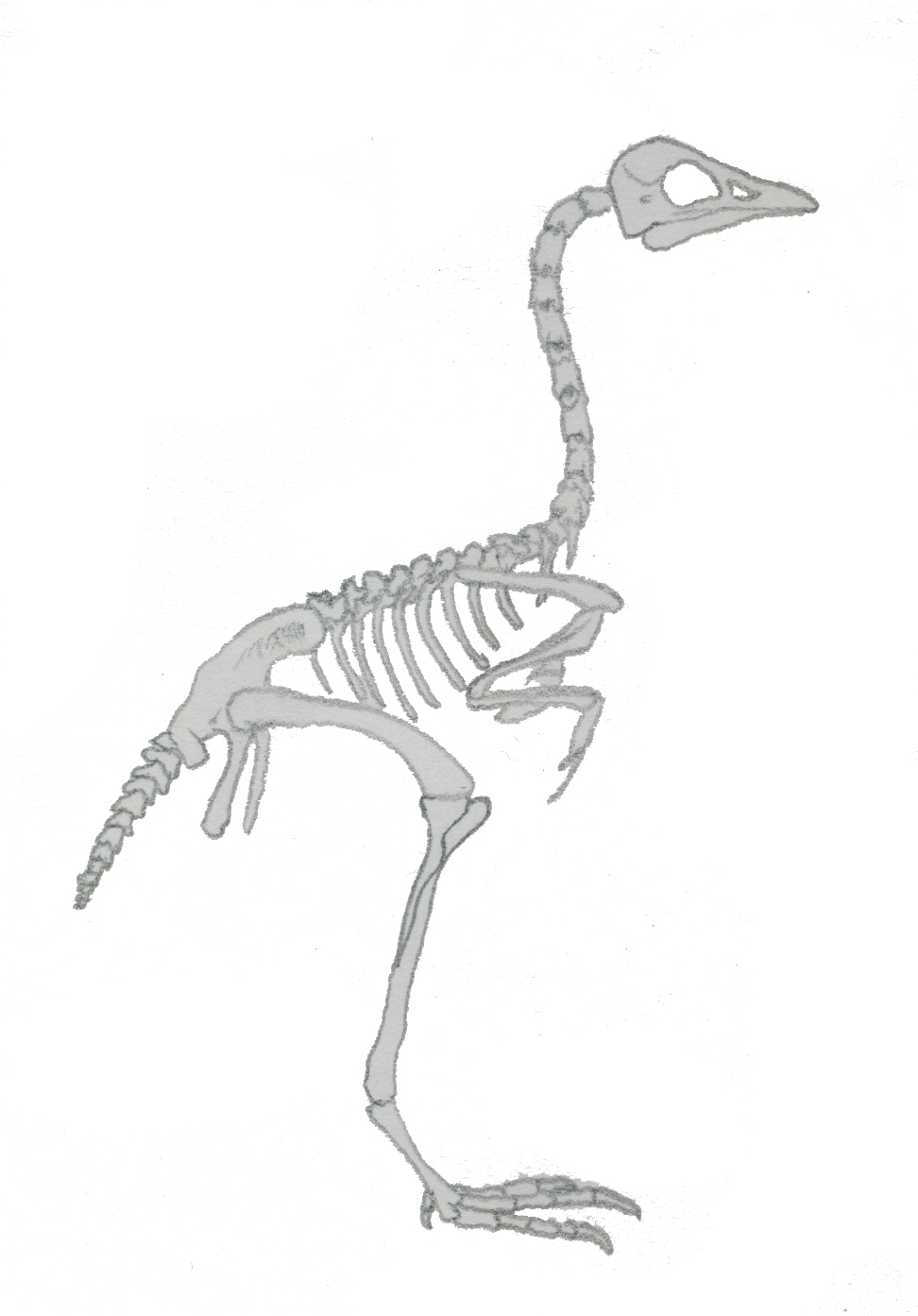
Een diagram van het skelet. Het is de vraag of de knie zo gebogen gehouden werd

Van de kop van Patagopteryx is alleen de achterkant bekend. Die toont sterk versmolten schedelbeenderen, waaronder gladde en in een vergrote hersenpan opgenomen squamosa, die wijzen op een reductie van de kaakspieren. Chiappe leidde daaruit af dat de bijtkracht gering was en de snuit dus waarschijnlijk kort en spits. Zo wordt het dier meestal afgebeeld. Hij vermoedde eerst ook dat de kaken tandeloos waren aangezien de kop gespecialiseerd zou zijn in een pikkende beweging. Later kwam hij daarvan terug omdat Patagopteryx te laag in de stamboom zou staan. Enkele details die belangrijk zijn voor de fylogenie zijn vastgesteld. Het quadratum heeft de opening van het foramen quadraticum niet aan de achterste binnenzijde maar aan de buitenzijde.  De tak van het quadratum richting pterygoïde is afgerond. Het articulare van de onderkaak is niet gepneumatiseerd.
De nek is lang en de halswervels zijn heterocoel. Hun zadelgewrichten maken een sterke retractie van de nek mogelijk in een S-vorm die geschikt zou zijn om te pikken. Chiappe ging zo sterk uit van een 'kipmodel'. Hij vergeleek de grootte ook met die van een kip, hoewel Patagopteryx vermoedelijk driemaal zwaarder was dan een typisch hoen. De wervels van de rug, minstens elf in getal, een basaal hoog aantal, zijn onderling nogal verschillend. De voorste zijn grotendeels procoel. Sommige zijn opisthocoel. De achterste zijn sterk verbreed, een mogelijke aanpassing aan een rennende levenswijze. Op de zijuitsteeksels liggen geen verbeende pezen. De middelste ruggenwervels missen grote hypapofysen, verdikkingen van de onderrand van het voorste gewrichtsfacet. Het heiligbeen is kort, een basaal kenmerk. De sacrale wervels hebben lange zijuitsteeksels die gescheiden worden door openingen. De middelste sacrale wervels zijn niet overdwars afgeplat. Van de staart is weinig bekend. Vaak wordt die kort gereconstrueerd. Chiappe wees er echter op dat het vrije gedeelte wat te lang is om een versmolten pygostyle te veronderstellen en dat de staart wel eens flink lang zou kunnen zijn. Het is wel gedacht dat de ribben processus uncinati missen, als een basaal kenmerk maar dat is onwaarschijnlijk. Van de ribben zijn slechts fragmenten bekend en basale Maniraptora hebben als zulke uitsteeksels die de ademhaling ondersteunen.
Patagopteryx had het vermogen tot vliegen verloren. Dat wordt voor verschillende basale Maniraptora ook vermoed, de befaamde Pauliaanse Hypothese die door Gregory S. Paul is gepropageerd. Daarvan is het echter omstreden of ze echt een vliegende voorouder hebben en zeker of het vogels zijn. Bij Patagopteryx bestaat daar geen twijfel over. Dat Patagopteryx niet kon vliegen, blijkt duidelijk uit de voorpoten. Die zijn minder dan half zo lang als de achterpoten en veel te kort om de stuwkracht te leveren om op te stijgen, ook als zeer lange slagpennen zouden worden verondersteld. Die zouden overigens ook niet passen bij de korte carpometacarpus. Het lange opperarmbeen, langer dan de onderarm, wijst op een lage slagfrequentie. De kop van het opperarmbeen is aan de voorzijde uitgehold. De bovenzijde van het opperarmbeen is niet gewelfd, een basaal kenmerk. Het spaakbeen toont geen indruk van spieren aan de onderste achterkant. Het derde middenhandsbeen is meer dan tweemaal zo dik als het tweede middenhandsbeen. Het eerste kootje van de tweede vinger is niet sterk verticaal afgeplat. Dit kootje is korter dan het tweede.
Ook de schoudergordel wijst op een verloren gaan van de vlucht. Het borstbeen is klein en heeft geen kiel. Er is ook geen vorkbeen, wat bij elkaar betekent dat het lastig zou zijn geweest om de spieren te verankeren die nodig zijn om te vliegen. Er is ook een grote ruimte tussen ravenbeksbeen, dat de zijtak mist, en borstbeen. Het normale uitsteeksel op het ravenbeksbeen voor het contact met het vorkbeen is niet naar binnen gekromd, vermoedelijk omdat er helemaal geen vorkbeen is. Een processus procoracoideus aan de voorkant van het ravenbeksbeen ontbreekt, evenals een foramen coracoideum.
Daarentegen zijn er duidelijke aanpassingen aan het lopen. Het heupgewricht heeft een grote diameter, meer dan 11% bedragend van de lengte van het darmbeen. Schaambeen en zitbeen hebben nog hun oude oriëntatie, overdwars afgeplat naar beneden uitstekend in plaats van evenwijdig aan het darmbeen. Het zitbeen is ook relatief lang. De achterpoten zijn robuust gebouwd. Dat zou ook nuttig geweest zijn voor een zwemmende vorm maar verder ontbreken typische aanpassingen van watervogels zoals een bekken en heiligbeen die verlengd en overdwars afgeplat zijn, een bovenaan versterkte tibiotarsus en een zijdelingse afplatting van de middenvoet. Patagopteryx had voeten met versmolten middenvoetsbeenderen, net als moderne vogels. De poten hadden zeer korte dijbenen, kenmerkend voor een rennend dier. Bij moderne vogels wordt het dijbeen vrijwel horizontaal gehouden en vindt de voornaamste rotatie plaats in de enkel. Patagopteryx toont echter kenmerken die erop wijzen dat de rotatie nog door de knie geleverd werd. Het dijbeen mist een patella of knieschijf die de buiging zou kunnen blokkeren. Het scheenbeen mist een voorste crista cnemialis. Op het kuitbeen is het bultje voor de musculus iliofibularis niet naar achteren gericht. De tibiotarsus heeft op de voorste onderzijde geen peesgroeve. De tibiotarsus heeft een brede binnenste onderste gewrichtsknobbel. Bij de tibiotarsus worden de onderste gewrichtsknobbels aan de bovenzijde ingesneden door een dwarsgroeve.
Het kuitbeen is gereduceerd en de onderzijde is aan het scheenbeen bevestigd. De richel tussen de bovenste kommen van de tarsometatarsus is zwak ontwikkeld. Het derde middenvoetsbeen steekt bovenaan niet naar de zoolzijde uit. Op de middenvoet is geen achterste groeve voor het eerste middenvoetsbeen dat ook niet om zijn as gewrongen is en de eerste teen was vermoedelijk naar voren gericht. De tweede teen heeft een gebogen klauw, maar deze lijkt niet als wapen te zijn gebruikt; wel heeft het tweede middenvoetsbeen onderaan een scharniergewricht voor een voornamelijk verticale beweging. Patagopteryx had volgens Chiappe echter geen aanpassingen aan het bereiken van een hoge snelheid. De middenvoet is korter dan het onderbeen en de tenen zijn groot; bij snelle vormen is het omgekeerd en verlengt de middenvoet de afzet terwijl korte tenen de weerstand bij de afzet beperken.

## Fylogenie
Patagopteryx werd in 1992 in de Patagopterygidae geplaatst binnen een ruimere Patagopterygiformes. Beide groepen vallen zover bekend materieel samen.
De Alvarenga meende dat Patagopteryx tot de Paleognathae behoorde, dus de groep van de moderne loopvogels. Daarvan was namelijk al zeker dat ze zich tijdens het Krijt moesten hebben afgesplitst maar er waren nauwelijks Mesozoïsche resten van gevonden. In Patagopteryx, immers ook een 'loopvogel', dacht hij dan eindelijk een oude vertegenwoordiger gevonden te hebben. Chiappe publiceerde echter in 1996 een moderne fylogenetische analyse. Daaruit bleek dat vermeende overeenkomsten met de paleognaten grotendeels of symplesiomorfieën waren die alle vogels deelden of foute interpretaties van het fossiel materiaal. Alleen de verbrede achterste ruggenwervels en de afgeplatte ellepijp zijn echte mogelijke synapomorfieen maar dit kan op toeval berusten en deze twee worden verre in aantal overtroffen door kenmerken die een veel basalere positie ondersteunen, basaal in de Ornithuromorpha. Hiertoe behoort onder andere een antitrochanter direct achter het heupgewricht; het bezit van slechts een enkel aderkanaal op de bovenste tarsometatarsus; het opperarmbeen heeft geen pneumatisch foramen; het opperarmbeen heeft geen duidelijke groeve voor het contact met de processus olecrani van de ellepijp; de tweede vinger draagt een klauw; het darmbeen overlapt de ribbenkast niet; het zitbeen heeft een opgaande tak; het kuitbeen is meer dan half zo lang als het scheenbeen; en de middenvoetsbeenderen hebben op de onderzijde geen groeven.
In 1999 voerde Chiappe een analyse uit waarin Patagopteryx uitviel als het zustertaxon van Hesperornithes. Achteraf bleek dat slechts veroorzaakt zijn door een foute codering van Ichthyornis, dat deze ook een langer opperarmbeen dan ellepijp zou bezitten, wat in feite niet het geval is en een zogenaamd gedeeld kenmerk van een trochlea op het uiteinde van de ellepijp die in feite bij Patagopteryx niet bewaard is. Deze positie kan dus niet empirisch onderbouwd worden.
Bij de meeste analyses is de uitkomst dat Patagopteryx niet simpelweg basaal in de Ornithuromorpha staat maar zelfs de meest basale soort van die groep is, dus het zustertaxon van alle andere ornithuromorfen. Dat zou impliceren dat er een verborgen ontwikkelingslijn moet zijn geweest van een vijftig miljoen jaar.
Een mogelijke evolutionaire stamboom toont het volgende kladogram
|           | Hesperornithiformes                                                                 |
|           |                                                                                     |
| Carinatae | \| \| Ichthyornithiformes \| \| \| \| \| \| Neornithes (huidige vogels) \| \| \| \| |
|           | \| \| Ichthyornithiformes \| \| \| \| \| \| Neornithes (huidige vogels) \| \| \| \| |
|           | Ichthyornithiformes                                                                 |
|           |                                                                                     |
|           | Neornithes (huidige vogels)                                                         |
|           |                                                                                     |

|  | Ichthyornithiformes         |
|  |                             |
|  | Neornithes (huidige vogels) |
|  |                             |

|           | Hesperornithiformes                                                                 |
|           |                                                                                     |
| Carinatae | \| \| Ichthyornithiformes \| \| \| \| \| \| Neornithes (huidige vogels) \| \| \| \| |
|           | \| \| Ichthyornithiformes \| \| \| \| \| \| Neornithes (huidige vogels) \| \| \| \| |
|           | Ichthyornithiformes                                                                 |
|           |                                                                                     |
|           | Neornithes (huidige vogels)                                                         |
|           |                                                                                     |

|  | Ichthyornithiformes         |
|  |                             |
|  | Neornithes (huidige vogels) |
|  |                             |

|           | Hesperornithiformes                                                                 |
|           |                                                                                     |
| Carinatae | \| \| Ichthyornithiformes \| \| \| \| \| \| Neornithes (huidige vogels) \| \| \| \| |
|           | \| \| Ichthyornithiformes \| \| \| \| \| \| Neornithes (huidige vogels) \| \| \| \| |
|           | Ichthyornithiformes                                                                 |
|           |                                                                                     |
|           | Neornithes (huidige vogels)                                                         |
|           |                                                                                     |

|  | Ichthyornithiformes         |
|  |                             |
|  | Neornithes (huidige vogels) |
|  |                             |

|           | Hesperornithiformes                                                                 |
|           |                                                                                     |
| Carinatae | \| \| Ichthyornithiformes \| \| \| \| \| \| Neornithes (huidige vogels) \| \| \| \| |
|           | \| \| Ichthyornithiformes \| \| \| \| \| \| Neornithes (huidige vogels) \| \| \| \| |
|           | Ichthyornithiformes                                                                 |
|           |                                                                                     |
|           | Neornithes (huidige vogels)                                                         |
|           |                                                                                     |

|  | Ichthyornithiformes         |
|  |                             |
|  | Neornithes (huidige vogels) |
|  |                             |

|           | Hesperornithiformes                                                                 |
|           |                                                                                     |
| Carinatae | \| \| Ichthyornithiformes \| \| \| \| \| \| Neornithes (huidige vogels) \| \| \| \| |
|           | \| \| Ichthyornithiformes \| \| \| \| \| \| Neornithes (huidige vogels) \| \| \| \| |
|           | Ichthyornithiformes                                                                 |
|           |                                                                                     |
|           | Neornithes (huidige vogels)                                                         |
|           |                                                                                     |

|  | Ichthyornithiformes         |
|  |                             |
|  | Neornithes (huidige vogels) |
|  |                             |

|           | Hesperornithiformes                                                                 |
|           |                                                                                     |
| Carinatae | \| \| Ichthyornithiformes \| \| \| \| \| \| Neornithes (huidige vogels) \| \| \| \| |
|           | \| \| Ichthyornithiformes \| \| \| \| \| \| Neornithes (huidige vogels) \| \| \| \| |
|           | Ichthyornithiformes                                                                 |
|           |                                                                                     |
|           | Neornithes (huidige vogels)                                                         |
|           |                                                                                     |

|  | Ichthyornithiformes         |
|  |                             |
|  | Neornithes (huidige vogels) |
|  |                             |

|           | Hesperornithiformes                                                                 |
|           |                                                                                     |
| Carinatae | \| \| Ichthyornithiformes \| \| \| \| \| \| Neornithes (huidige vogels) \| \| \| \| |
|           | \| \| Ichthyornithiformes \| \| \| \| \| \| Neornithes (huidige vogels) \| \| \| \| |
|           | Ichthyornithiformes                                                                 |
|           |                                                                                     |
|           | Neornithes (huidige vogels)                                                         |
|           |                                                                                     |

|  | Ichthyornithiformes         |
|  |                             |
|  | Neornithes (huidige vogels) |
|  |                             |

|           | Hesperornithiformes                                                                 |
|           |                                                                                     |
| Carinatae | \| \| Ichthyornithiformes \| \| \| \| \| \| Neornithes (huidige vogels) \| \| \| \| |
|           | \| \| Ichthyornithiformes \| \| \| \| \| \| Neornithes (huidige vogels) \| \| \| \| |
|           | Ichthyornithiformes                                                                 |
|           |                                                                                     |
|           | Neornithes (huidige vogels)                                                         |
|           |                                                                                     |

|  | Ichthyornithiformes         |
|  |                             |
|  | Neornithes (huidige vogels) |
|  |                             |

|           | Hesperornithiformes                                                                 |
|           |                                                                                     |
| Carinatae | \| \| Ichthyornithiformes \| \| \| \| \| \| Neornithes (huidige vogels) \| \| \| \| |
|           | \| \| Ichthyornithiformes \| \| \| \| \| \| Neornithes (huidige vogels) \| \| \| \| |
|           | Ichthyornithiformes                                                                 |
|           |                                                                                     |
|           | Neornithes (huidige vogels)                                                         |
|           |                                                                                     |

|  | Ichthyornithiformes         |
|  |                             |
|  | Neornithes (huidige vogels) |
|  |                             |

|           | Hesperornithiformes                                                                 |
|           |                                                                                     |
| Carinatae | \| \| Ichthyornithiformes \| \| \| \| \| \| Neornithes (huidige vogels) \| \| \| \| |
|           | \| \| Ichthyornithiformes \| \| \| \| \| \| Neornithes (huidige vogels) \| \| \| \| |
|           | Ichthyornithiformes                                                                 |
|           |                                                                                     |
|           | Neornithes (huidige vogels)                                                         |
|           |                                                                                     |

|  | Ichthyornithiformes         |
|  |                             |
|  | Neornithes (huidige vogels) |
|  |                             |

|           | Hesperornithiformes                                                                 |
|           |                                                                                     |
| Carinatae | \| \| Ichthyornithiformes \| \| \| \| \| \| Neornithes (huidige vogels) \| \| \| \| |
|           | \| \| Ichthyornithiformes \| \| \| \| \| \| Neornithes (huidige vogels) \| \| \| \| |
|           | Ichthyornithiformes                                                                 |
|           |                                                                                     |
|           | Neornithes (huidige vogels)                                                         |
|           |                                                                                     |

|  | Ichthyornithiformes         |
|  |                             |
|  | Neornithes (huidige vogels) |
|  |                             |

|           | Hesperornithiformes                                                                 |
|           |                                                                                     |
| Carinatae | \| \| Ichthyornithiformes \| \| \| \| \| \| Neornithes (huidige vogels) \| \| \| \| |
|           | \| \| Ichthyornithiformes \| \| \| \| \| \| Neornithes (huidige vogels) \| \| \| \| |
|           | Ichthyornithiformes                                                                 |
|           |                                                                                     |
|           | Neornithes (huidige vogels)                                                         |
|           |                                                                                     |

|  | Ichthyornithiformes         |
|  |                             |
|  | Neornithes (huidige vogels) |
|  |                             |

|           | Hesperornithiformes                                                                 |
|           |                                                                                     |
| Carinatae | \| \| Ichthyornithiformes \| \| \| \| \| \| Neornithes (huidige vogels) \| \| \| \| |
|           | \| \| Ichthyornithiformes \| \| \| \| \| \| Neornithes (huidige vogels) \| \| \| \| |
|           | Ichthyornithiformes                                                                 |
|           |                                                                                     |
|           | Neornithes (huidige vogels)                                                         |
|           |                                                                                     |

|  | Ichthyornithiformes         |
|  |                             |
|  | Neornithes (huidige vogels) |
|  |                             |

|           | Hesperornithiformes                                                                 |
|           |                                                                                     |
| Carinatae | \| \| Ichthyornithiformes \| \| \| \| \| \| Neornithes (huidige vogels) \| \| \| \| |
|           | \| \| Ichthyornithiformes \| \| \| \| \| \| Neornithes (huidige vogels) \| \| \| \| |
|           | Ichthyornithiformes                                                                 |
|           |                                                                                     |
|           | Neornithes (huidige vogels)                                                         |
|           |                                                                                     |

|  | Ichthyornithiformes         |
|  |                             |
|  | Neornithes (huidige vogels) |
|  |                             |

|           | Hesperornithiformes                                                                 |
|           |                                                                                     |
| Carinatae | \| \| Ichthyornithiformes \| \| \| \| \| \| Neornithes (huidige vogels) \| \| \| \| |
|           | \| \| Ichthyornithiformes \| \| \| \| \| \| Neornithes (huidige vogels) \| \| \| \| |
|           | Ichthyornithiformes                                                                 |
|           |                                                                                     |
|           | Neornithes (huidige vogels)                                                         |
|           |                                                                                     |

|  | Ichthyornithiformes         |
|  |                             |
|  | Neornithes (huidige vogels) |
|  |                             |

|           | Hesperornithiformes                                                                 |
|           |                                                                                     |
| Carinatae | \| \| Ichthyornithiformes \| \| \| \| \| \| Neornithes (huidige vogels) \| \| \| \| |
|           | \| \| Ichthyornithiformes \| \| \| \| \| \| Neornithes (huidige vogels) \| \| \| \| |
|           | Ichthyornithiformes                                                                 |
|           |                                                                                     |
|           | Neornithes (huidige vogels)                                                         |
|           |                                                                                     |

|  | Ichthyornithiformes         |
|  |                             |
|  | Neornithes (huidige vogels) |
|  |                             |

## Levenswijze
Patagopteryx was vermoedelijk een omnivoor. De zware bouw van de poten wijst op een hoog lichaamsgewicht, vermoedelijk veroorzaakt door een grote buikholte die gebruikt werd om plantenmateriaal te verteren. Het dier is te klein om laagwaardig voedsel voldoende energie te winnen. Het dieet moet dus bestaan hebben uit vrij energierijke zaden, sporen of paardestaarten. Als de kans zich voordeed, zal dit aangevuld zijn met kleine ongewervelden of gewervelden. De grote voeten waren een goede aanpassing aan het langdurig stabiel rondlopen over de bodem en scharrelend zoeken. In de bomen zal Patagopteryx niet geklommen zijn. Dat was te gevaarlijk omdat hij niet kon vliegen en zonder een naar achteren gerichte eerste teen kon hij zich niet aan takken vastklemmen. 
Uit de concentratie van exemplaren heeft men wel afgeleid dat Patagopteryx in groepen rondtrok over de vlakten van Zuid-Amerika. Omdat de oorspronkelijke lagen mechanisch afgegraven zijn zonder dat de locatie van de fossielen precies kon worden vastgesteld, is het echter lastig dit te toetsen.